# 1975-ös Formula–1 brazil nagydíj
A brazil nagydíj volt az 1975-ös Formula–1 világbajnokság második futama.

## Futam
| Helyezés | #  | Versenyző          | Csapat/Motor     | Körök | Idő/Kiesés oka    | Rajthely | Pontszám |
| -------- | -- | ------------------ | ---------------- | ----- | ----------------- | -------- | -------- |
| 1        | 8  | Carlos Pace        | Brabham-Ford     | 40    | 1:44:41,17        | 6        | 9        |
| 2        | 1  | Emerson Fittipaldi | McLaren-Ford     | 40    | + 5,79            | 2        | 6        |
| 3        | 2  | Jochen Mass        | McLaren-Ford     | 40    | + 26,66           | 10       | 4        |
| 4        | 11 | Clay Regazzoni     | Ferrari          | 40    | + 43,28           | 5        | 3        |
| 5        | 12 | Niki Lauda         | Ferrari          | 40    | + 1:01,88         | 4        | 2        |
| 6        | 24 | James Hunt         | Hesketh-Ford     | 40    | + 1:05,12         | 7        | 1        |
| 7        | 27 | Mario Andretti     | Parnelli-Ford    | 40    | + 1:06,81         | 18       |          |
| 8        | 7  | Carlos Reutemann   | Brabham-Ford     | 40    | + 1:39,62         | 3        |          |
| 9        | 6  | Jacky Ickx         | Lotus-Ford       | 40    | + 1:51,84         | 12       |          |
| 10       | 18 | John Watson        | Surtees-Ford     | 40    | + 2:29,60         | 13       |          |
| 11       | 21 | Jacques Laffite    | Williams-Ford    | 39    | + 1 kör           | 11       |          |
| 12       | 22 | Graham Hill        | Lola-Ford        | 39    | + 1 kör           | 20       |          |
| 13       | 30 | Wilson Fittipaldi  | Fittipaldi-Ford  | 39    | + 1 kör           | 21       |          |
| 14       | 23 | Rolf Stommelen     | Lola-Ford        | 39    | + 1 kör           | 23       |          |
| 15       | 5  | Ronnie Peterson    | Lotus-Ford       | 38    | + 2 kör           | 16       |          |
| Kiesett  | 17 | Jean-Pierre Jarier | Shadow-Ford      | 32    | Üzemanyagrendszer | 1        |          |
| Kiesett  | 4  | Patrick Depailler  | Tyrrell-Ford     | 31    | Felfüggesztés     | 9        |          |
| Kiesett  | 16 | Tom Pryce          | Shadow-Ford      | 31    | Baleset           | 14       |          |
| Kiesett  | 20 | Arturo Merzario    | Williams-Ford    | 24    | Üzemanyagrendszer | 11       |          |
| Kiesett  | 28 | Mark Donohue       | Team Penske-Ford | 22    | Meghajtás         | 15       |          |
| Kiesett  | 14 | Mike Wilds         | BRM              | 22    | Elektronika       | 22       |          |
| Kiesett  | 3  | Jody Scheckter     | Tyrrell-Ford     | 18    | Olajszivárgás     | 8        |          |
| Kiesett  | 9  | Vittorio Brambilla | March-Ford       | 1     | Motorhiba         | 17       |          |

## Statisztikák
Vezető helyen:
- Carlos Reutemann: 4 (1-4)
- Jean-Pierre Jarier: 28 (5-32)
- Carlos Pace: 8 (33-40)

Carlos Pace egyetlen győzelme, Jean-Pierre Jarier 2. pole-pozíciója, 1. leggyorsabb köre.
- Brabham 17. győzelme.